# Кандель (Німеччина)
Кандель (нім. Kandel) — місто в Німеччині, розташоване в землі Рейнланд-Пфальц. Входить до складу району Гермерсгайм. Центр об'єднання громад Кандель.
Площа — 26,64 км2. Населення становить 8990 ос. (станом на 31 грудня 2020).